# (9750) 1989 NE1
A (9750) 1989 NE1 a Naprendszer kisbolygóövében található aszteroida. A. C. Gilmore és P. M. Kilmartin fedezte fel 1989. július 8-án.